# 1529 en musique classique
| \| • Retour à la chronologie générale de la musique classique • \| |
| Grèce • Rome • Haut Moyen Âge • VIIIe siècle • IXe siècle • Xe siècle • XIe siècle XIIe siècle • XIIIe siècle • XIVe siècle • XVe siècle • XVIe siècle • XVIIe siècle XVIIIe siècle • XIXe siècle • XXe siècle • XXIe siècle |
| • Retour à la chronologie générale de la musique classique • |

| Années en musique classique : 1526 - 1527 - 1528 - 1529 - 1530 - 1531 - 1532    |
| Décennies en musique classique : 1490 - 1500 - 1510 - 1520 - 1530 - 1540 - 1550 |

## Œuvres
- Musica instrumentalis deudsch, traité de musique de Martin Agricola.

## Naissances
- Jacobus Vaet, compositeur franco-flamand († 8 janvier 1567).
- Valentin Otto, musicien allemand et Thomaskantor († avril 1594).

Vers 1529 :
- Johannes de Cleve, compositeur franco-flamand († 14 juillet 1582).

## Décès
- janvier ou février : Marbrianus de Orto, compositeur franco-flamand (° vers 1460).

Date indéterminée :
- Juan del Encina, poète, musicien, compositeur et dramaturge espagnol.